# Topolog (dopływ Hazarlâc)
Topolog – rzeka w Rumunii. Jej długość wynosi 50 km, a powierzchnia dorzecza 342 km². Uchodzi do jeziora Hazarlâc, znajdującego się niedaleko Dunaju.
Rzeka przepływa przez okręgi Tulcza i Konstanca. Znajdują się nad nią miejscowości Topolog, Rahman, Stejaru i Saraiu.